# 유사구
기하학에서, 유사구(類似球, 영어: pseudosphere)는 가우스 곡률이 음의 상수인 곡면이다. {\displaystyle \mathbb {R} ^{3}}에서 정의된, 반지름이 R인 유사구의 가우스 곡률은 −⁠1/R2⁠로 일정하다. 이는 반지름이 R인 구의 가우스 곡률이 ⁠1/R2⁠로 일정한 것과 유사한데, 이 사실로부터 유사구라는 명칭이 붙었다.
유사구는 1868년 쌍곡기하학에 관한 에우제니오 벨트라미의 논문에서 처음 언급되었다.

## 추적선의 회전곡면

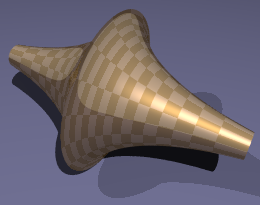

추적선을 점근선에 대해 회전시키면 유사구가 된다. 이때 추적선은 아래 식처럼 매개화된다.(추적선의 꺾이는 점을 포함하지 않는 부분에 대한 매개화이다.)
{\displaystyle t\mapsto \left(t-\tanh {t},\operatorname {sech} \,{t}\right),\quad \quad 0\leq t<\infty .}
유사구는 특이점을 가지는 적도 부분을 제외한 곡면의 모든 점에서 음의 가우스 곡률을 가진다. 따라서 유사구는 국소적으로 쌍곡 곡면으로의 등거리변환이 존재한다. 유사구는 모든 점에서 양의 가우스 곡률을 가지는 구와 반대된다. 유사구의 특이점을 제외한 모든 점은 안장점에 해당한다.
유사구는 곡면이 무한히 뻗어나가지만 그 넓이와 부피는 유한하다. 반지름이 R인 유사구의 넓이는 4πR2로 구와 같고, 부피는 구의 절반에 해당하는 ⁠2/3⁠πR3이다.

## 같이 보기
- 쌍곡면
- 구 (기하학)

## 참고 문헌
- Stillwell, J. (1996). 《Sources of Hyperbolic Geometry》. Amer. Math. Soc & London Math. Soc.
- Henderson, D. W.; Taimina, D. (2006). 〈Experiencing Geometry: Euclidean and Non-Euclidean with History〉. 《Aesthetics and Mathematics》 (PDF). Springer-Verlag.
- Kasner, Edward; Newman, James (1940). 《Mathematics and the Imagination》. Simon & Schuster. 140, 145, 155쪽.